# Lux Express

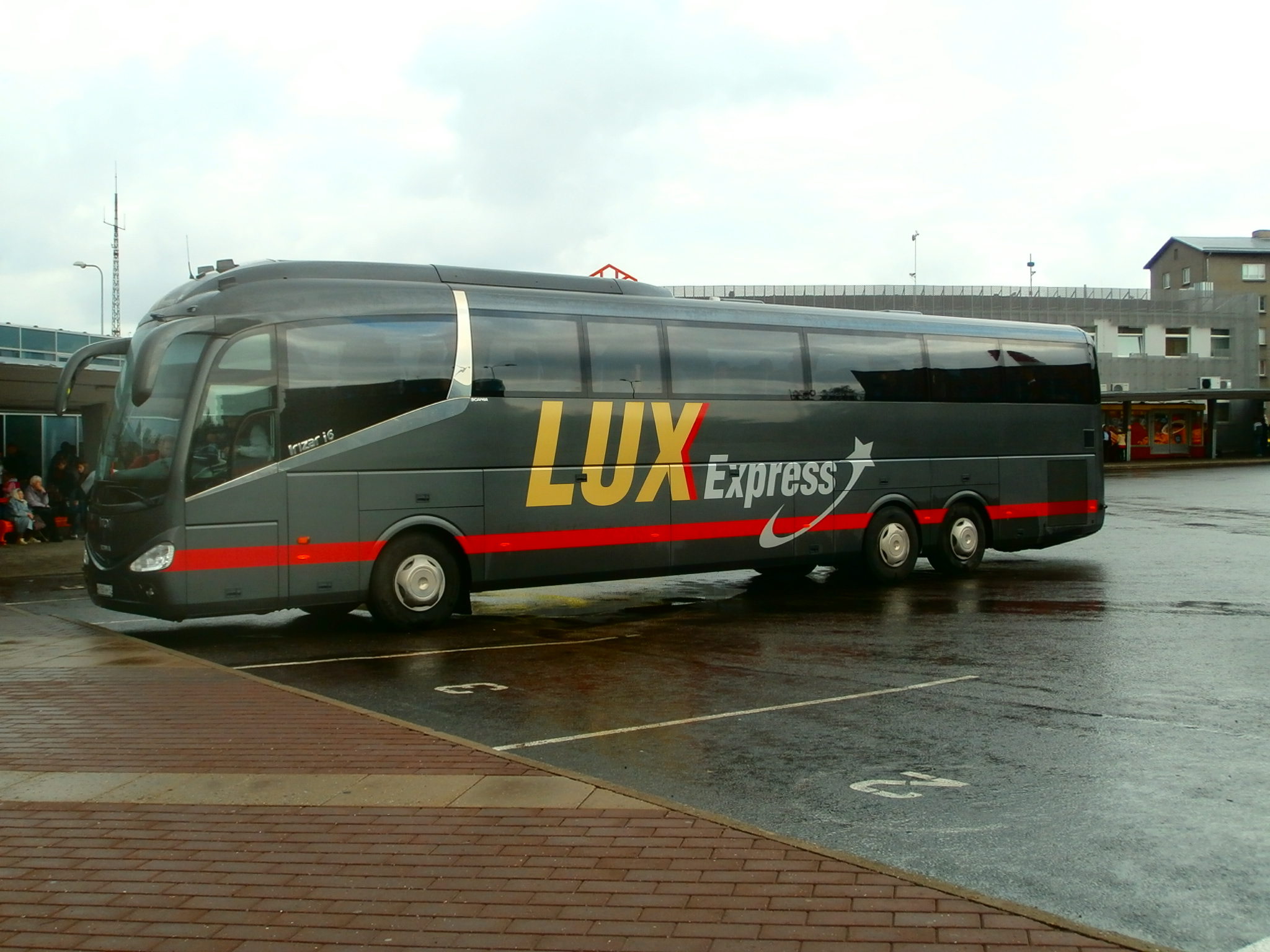
Autobus Lux Express na dworcu w Tallinie (2016)

Lux Express - międzynarodowa firma przewozowa z siedzibą w Tallinie obsługuje międzymiastowe połączenia autobusowe w krajach bałtyckich, Polsce, Finlandii i Rosji.

## Historia
Firma została założona w 1994 roku pod nazwą MootorReisi AS, a w 2008 roku wprowadziła markę Lux Express. W 2010 roku firma opuściła sieć Eurolines i dodała tańszą markę o nazwie "Simple Express". W lutym 2020 r. pierwszym przypadkiem pandemii COVID-19 w Estonii był pasażer jadący autobusem Lux Express z Rygi. 

## Działalność i usługi
Oprócz przewozów autokarowych firma świadczy usługi wizowe i ubezpieczeniowe, prowadzi sprzedaż biletów promowych, a także oferuje wynajem samochodów oraz pakiety turystyczne z pobytami hotelowymi.
Trasy autobusowe Lux Express dzielą się na następujące typy w zależności od rodzaju świadczonych usług:
- Lux Mini – autobus wyposażony jest w 16  foteli, ułożonych parami i osobno. Lux Mini obsługuje trasy pomiędzy St. Petersburgiem a Jõhvi przez Narwę i Sillamäe .
- Simple Express  – minimalny zestaw usług w stawkach minimalnych (w Estonii – od 1 euro, na trasach międzynarodowych – od 3 euro)
- Lux Express  – rozszerzony zakres usług (m.in. osobiste urządzenie multimedialne z ekranem dotykowym, a na trasach międzynarodowych – bezpłatny ekspres do kawy i herbaty) w wyższych stawkach
- Lux Express Special  – autobusy Lux Express z ekskluzywnymi, indywidualnymi i skórzanymi siedzeniami
- Lux Express Lounge  – autobusy Lux Express z częścią wypoczynkową z tyłu autobusu, w której znajduje się 10 prywatnych siedzeń z podnóżkami i półkami

Magazyn pokładowy Direction wydawany jest i oferowany pasażerom tras międzynarodowych Lux Express i Simple Express.

## Trasy[4]
Firma realizuje przewozy na trasach międzymiastowych w Estonii, a także na trasach międzynarodowych łączących Estonię , Łotwę, Litwę, Polskę, Finlandię i Rosję.

### Trasy międzynarodowe
| Relacja                   | Rodzaj pojazdu                 | Liczba kursów | Dodatkowe informacje                                      |
| ------------------------- | ------------------------------ | ------------- | --------------------------------------------------------- |
| Tallin — Ryga             | Lux Express, salon Lux Express | 11 dziennie   |                                                           |
| Tallin — Wilno            | Lux Express                    | 7-8 dziennie  |                                                           |
| Tallin — Sankt Petersburg | Lux Express, salon Lux Express | 7-8 dziennie  | Niektóre loty obsługiwane są przez Eurolines              |
| Luhamaa — Moskwa          | Specjalna oferta Lux Express   | 1 dziennie    | Skoordynowane z lotami Tallinn – Luhamaa i Ryga – Luhamaa |
| Ryga — Wilno              | Lux Express, salon Lux Express | 10 dziennie   |                                                           |
| Ryga — Sankt Petersburg   | Lux Express                    | 4 dziennie    |                                                           |
| Ryga – Luhama             | Specjalna oferta Lux Express   | 1 dziennie    | Skoordynowane z lotem Luhamaa – Moskwa                    |
| Wilno — Warszawa          | Lux Express                    | 4 dziennie    |                                                           |
| Petersburg — Helsinki     | Lux Express                    | 5 dziennie    | Kursy obsługiwane są przez Eurolines                      |
| Petersburg – Jõhvi        | Lux Mini                       | 3-4 dziennie  | Kursy obsługiwane są przez Eurolines                      |